# 圣秘瑰宝
《圣秘瑰宝》（Jawáhiru'l-Asrár, 阿拉伯语：‎）是一部长篇阿拉伯语书信。由巴哈伊信仰的创立者巴哈欧拉在巴格达所作。该书简的中文版于2013年首次出版。

## 背景
这部作品是对纳杰夫的什叶派宗教领袖赛义德·优素福-西迪希·伊斯法哈尼的回信。赛义德询问了允诺的马赫迪如何「转化」为不同的人类形象，即巴孛复临。这部作品创作于中间人转交这些问题的同一天。
根据威尔敏特机构在2000年出版的汇编显示，《圣秘瑰宝》创作时赛义德·优素福-西迪希·伊斯法哈尼在卡尔巴拉居住，并在阅读这篇书简后接受了巴哈欧拉的地位，而在其见过巴哈欧拉后，他成为了巴比教徒。而他的朋友因此拒绝让他继续留在他们的居所。

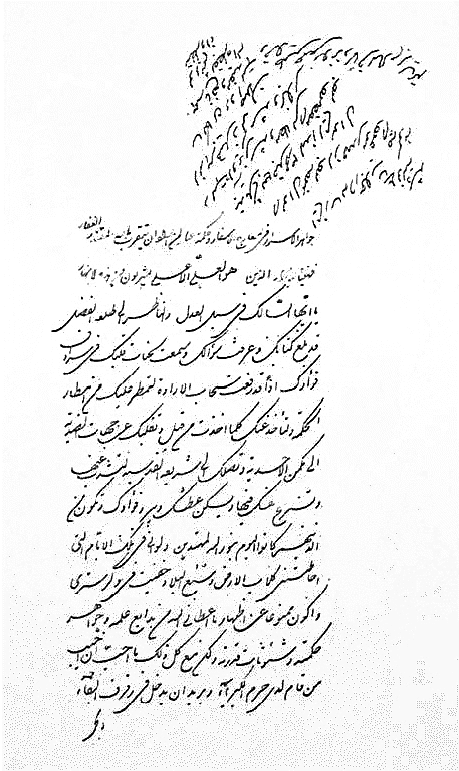
《圣秘瑰宝》的第一页，其中包括了巴哈欧拉的笔迹。

## 内容
巴哈欧拉自己曾经说过他借由这些问题回答了一系列主题。本书的前言中，列举了有些主题如往昔众先知被世人拒绝的原由、对圣典作字面解读的危险性、《圣经》论及新显圣者降临的预兆和征象的含义。神圣天启的连续性、暗表巴哈欧拉自己即将宣示、诠释「审判日」及「复活」等
类似的主题在《七谷经》及《笃信经》也被提及过。

## 延伸阅读
- Hatcher, J.S. . Wilmette, Illinois, USA: Baháʼí Publishing Trust. 1997. ISBN 0-87743-259-7.
- Saiedi, Nader. . USA: University Press of Maryland and Association for Baha'i Studies. 2000: 62–66. ISBN 1883053609. OL 8685020M.
- Taherzadeh, A. . Oxford, UK: George Ronald. 1976  [2021-10-17]. ISBN 0-85398-270-8. （原始内容存档于2018-02-05）.